# うるま市有償バス
うるま市有償バス（うるましゆうしょうバス）は沖縄県うるま市与那城屋慶名（旧与那城町中心地）とその東側の島嶼部（平安座島・浜比嘉島・宮城島・伊計島）とを結ぶコミュニティバスである。
伊計屋慶名線の路線名がついている。

## 沿革
うるま市発足以前、与那城町に属していた平安座島では平安座総合開発が、宮城島・伊計島では桃原運輸産業がそれぞれ与那城町中心部の屋慶名と島を結ぶバスを運行していたほか、勝連町に属していた浜比嘉島では勝連町営浜比嘉バスが1997年に開通した浜比嘉大橋を経由して勝連町役場と島を結んで運行されていた。
2005年4月1日に与那城町・勝連町が具志川市・石川市と合併してうるま市となったのち、同年6月1日より それまで3方面で別々に運行されていたこれら島嶼部へのバス事業を一本化し、うるま市が平安座総合開発に委託して運行することになった。
当初は5往復で運行開始したがのちに7往復となった。2006年10月までは勝連町営浜比嘉バスのルートを引き継ぎ勝連庁舎前（旧勝連町役場）発着で運行していたが、勝連庁舎前 - JA与那城支店（屋慶名農協）前の区間は民間のバス路線があるため2006年11月1日のダイヤ改正で廃止された。また同改正により、兼久漁港前経由が2往復のみとなった（改正前までは全便経由していた）。
うるま市有償バスとしての運行開始当初は従前の3路線同様、当時の道路運送法80条に基づく、白ナンバー車両を使用する80条バスであったが、運行を担当する平安座総合開発が2007年9月25日に一般乗合旅客自動車運送事業の許可を得た のちは、緑ナンバーの乗合バスとして運行している。

## 運行概要

### 運行形態・経路
屋慶名（起終点：JA与那城支店(屋慶名農協)前） - 海中道路 - 平安座島 - 浜比嘉島 - 平安座島 - 宮城島 - 伊計島（起終点：伊計共同売店前）間の1路線で、平安座島に入った後にいったん浜比嘉島に渡り、浜比嘉島で折り返して平安座島に戻り、終点に向かうルートをとっている。1日2往復のみ、浜比嘉島の南部の兼久漁港前まで足を延ばして折り返す便がある。
平日・土曜日は1日7往復運行で、日曜日は上下ともに最初の1便ずつが運休となり6往復となる。JA与那城支店(屋慶名農協)前発が8時（日曜のみ始発10時）から20時まで、伊計共同売店前発が7時（日曜のみ始発9時）から19時まで、それぞれ2時間おきに運行している。全行程の所要時間は兼久漁港前を経由しない便が46分、経由する便が55分。
JA与那城支店(屋慶名農協)前バス停は沖縄バスのバス停留所のすぐ近くにあり、沖縄バスとうるま市有償バスを乗り継ぐことにより那覇市・宜野湾市・沖縄市などとの行き来が可能である。
停車地
JAおきなわ与那城支店(屋慶名農協)前（屋慶名） - あやはし館前（海中道路） - 学校裏門前（平安座島） - 浜川商店前（平安座島） - 西村商店前（平安座島） - 東川上商店前（平安座島） - 平安ホテル前（平安座島） - 《浜漁港前（浜比嘉島） → 比嘉港湾前（浜比嘉島）》 - 【兼久漁港前（浜比嘉島） - 比嘉港湾前（浜比嘉島）】- 平安ホテル前（平安座島） - 桃原漁港前（宮城島） - 宮城中学校前（宮城島） - 上原新里商店前（宮城島） - 池味（宮城島） - 伊計ビーチ前（伊計島） - 伊計共同売店前（伊計島）
※《 》内の停留所は上下とも浜漁港前→比嘉港湾前の順に停車
※【 】内は兼久漁港前経由便のみ停車

### 運賃
JA与那城支店前 - あやはし館前間、平安座・浜比嘉・宮城・伊計各島内（同一島内のみの利用）、平安座島 - 浜比嘉島間の各区間は100円。その他は200円となる。

### 車両
マイクロバス車両を2台使用する。

## うるま市有償バス以前のバス
うるま市有償バスの運行開始まで運行されていた、平安座総合開発や桃原運輸産業のバス、及び勝連町浜比嘉バスは、いずれも自家用自動車（白ナンバー車）による有償運送（いわゆる80条バス）として運行されており、平安座総合開発・桃原運輸産業は民間事業者による80条バスという形態であった。

### 平安座総合開発
屋慶名 - 平安座

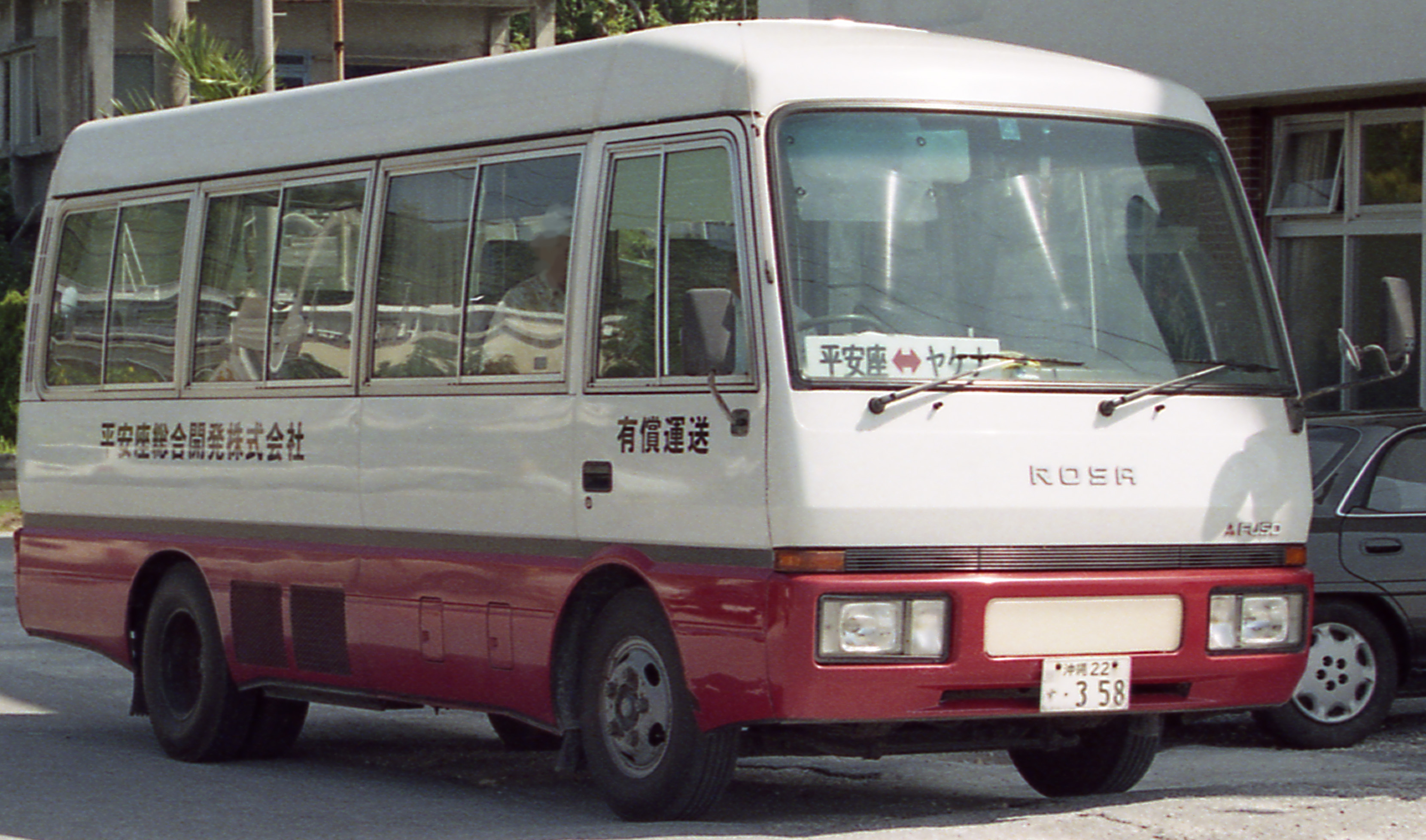
1998年当時の車両
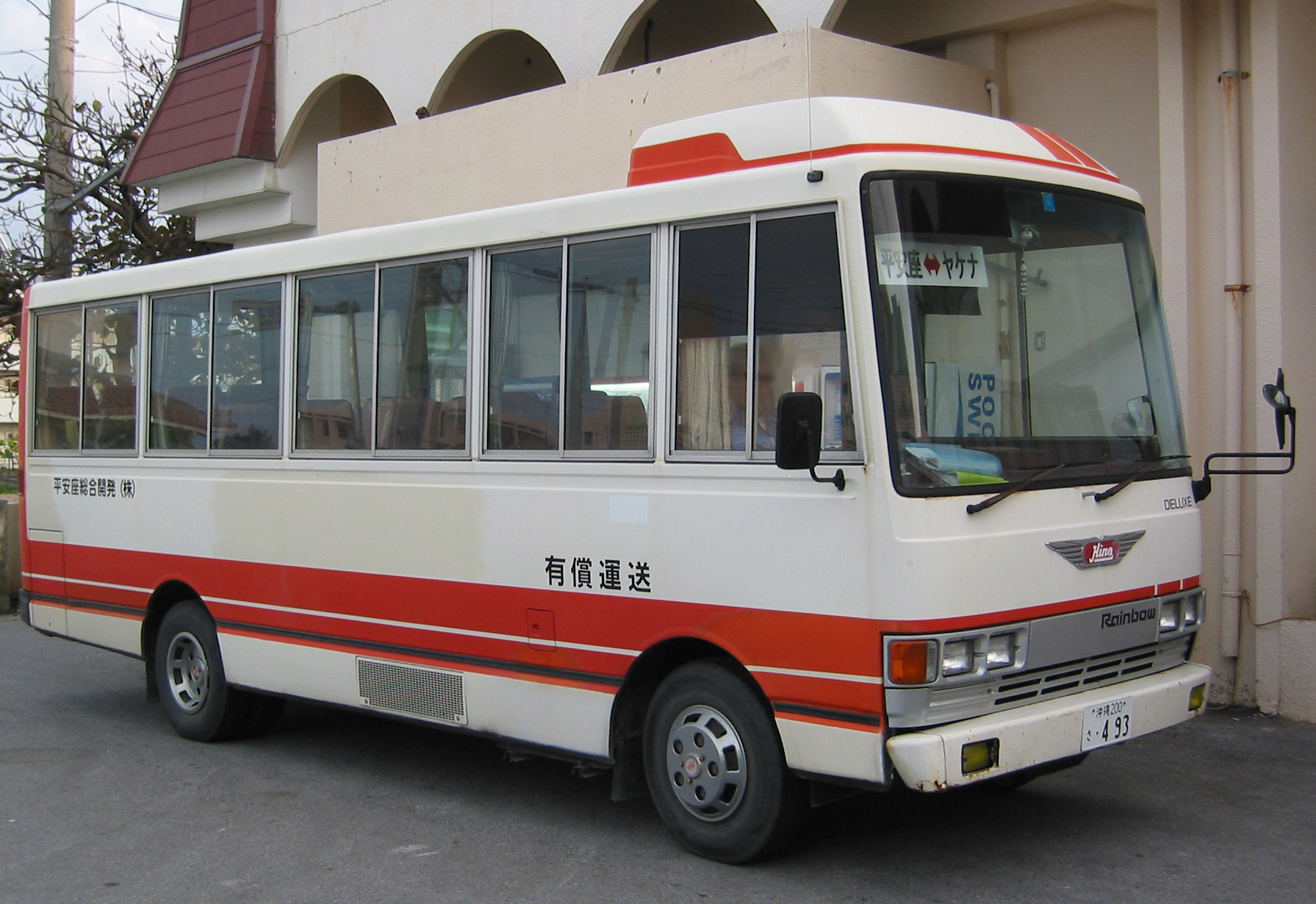
2003年当時の車両

### 桃原運輸産業

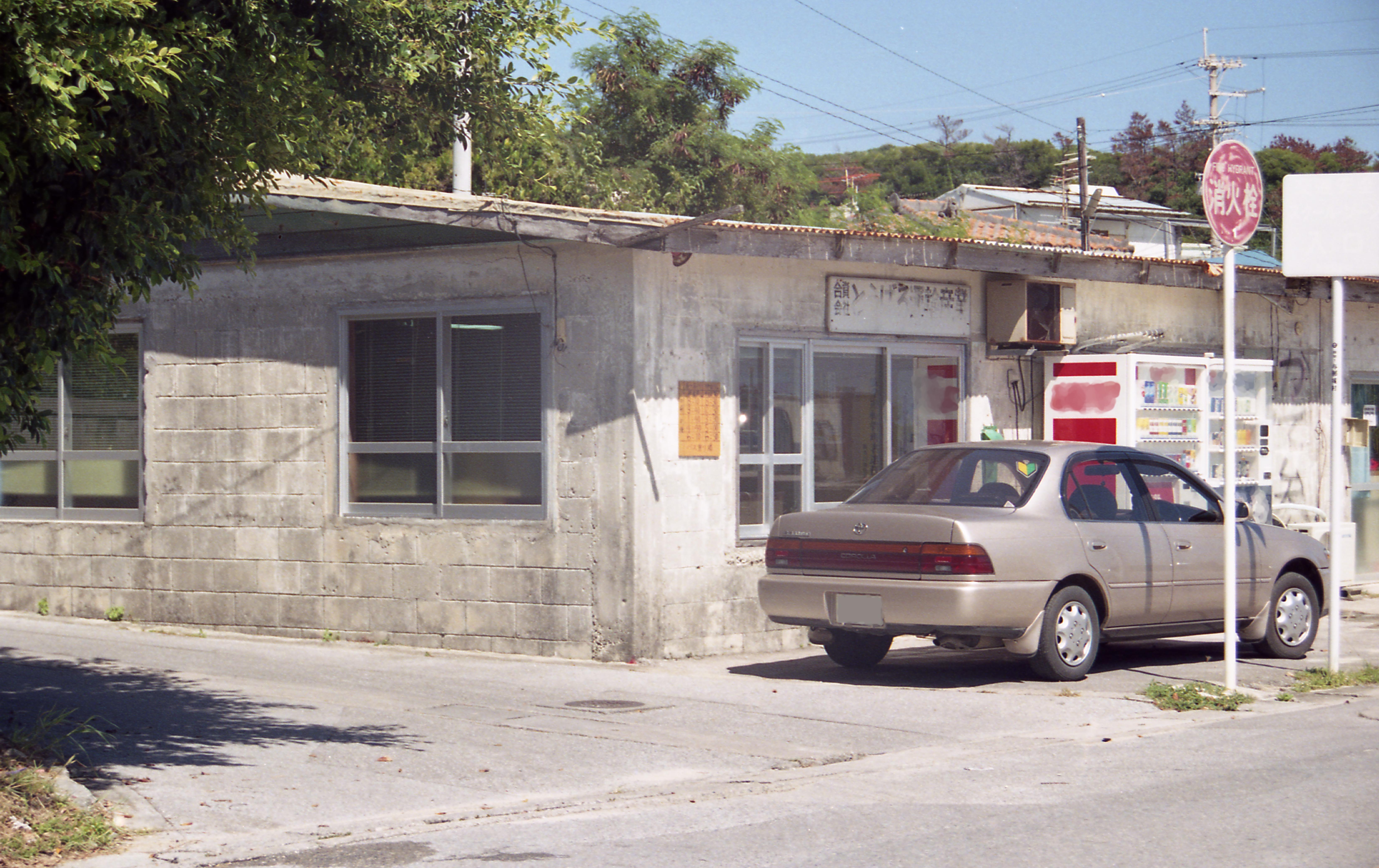
桃原運輸産業のバス停
※建物の外側に「バス乗り場」と書かれた板が取り付けられている

屋慶名 - 宮城 - 伊計

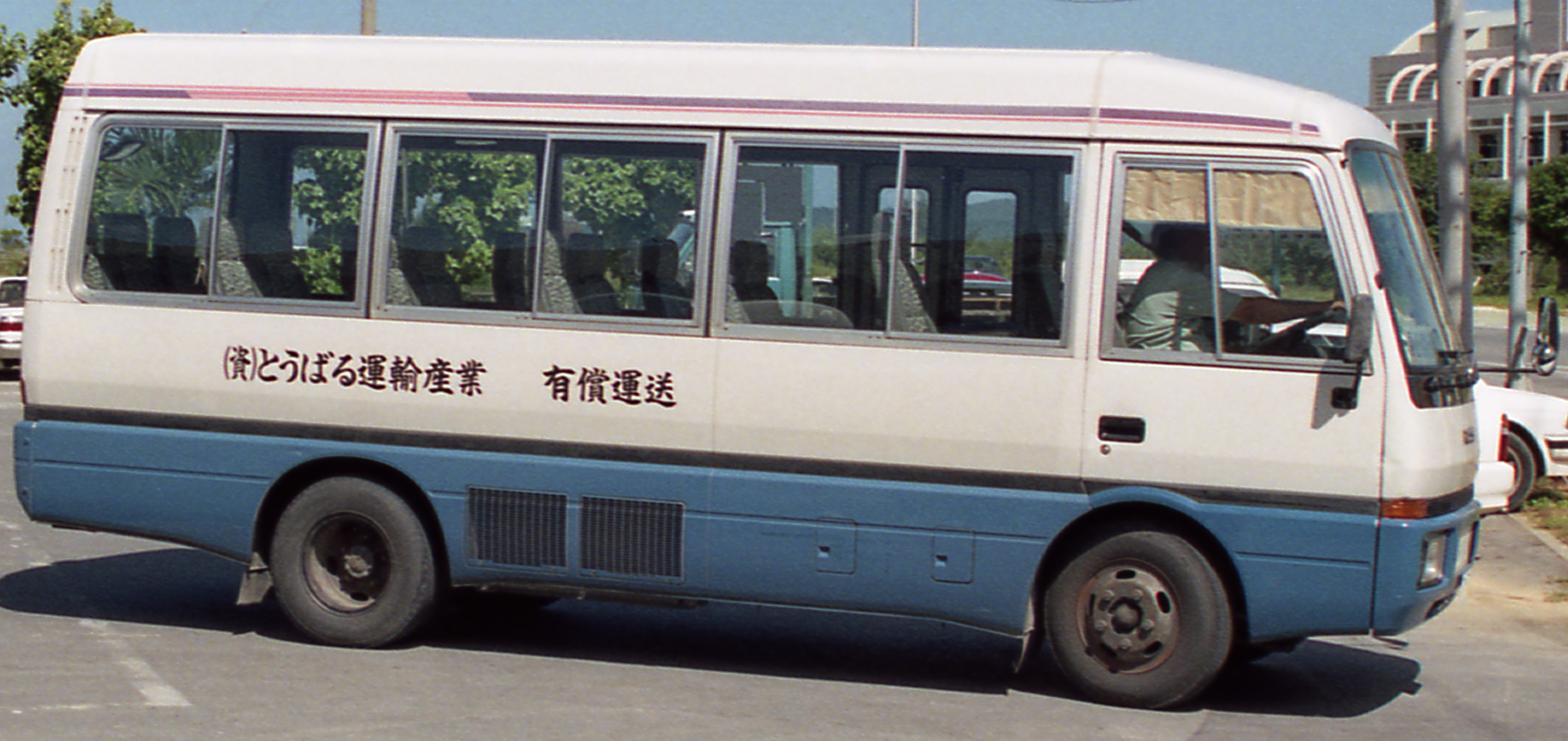
1998年当時の車両
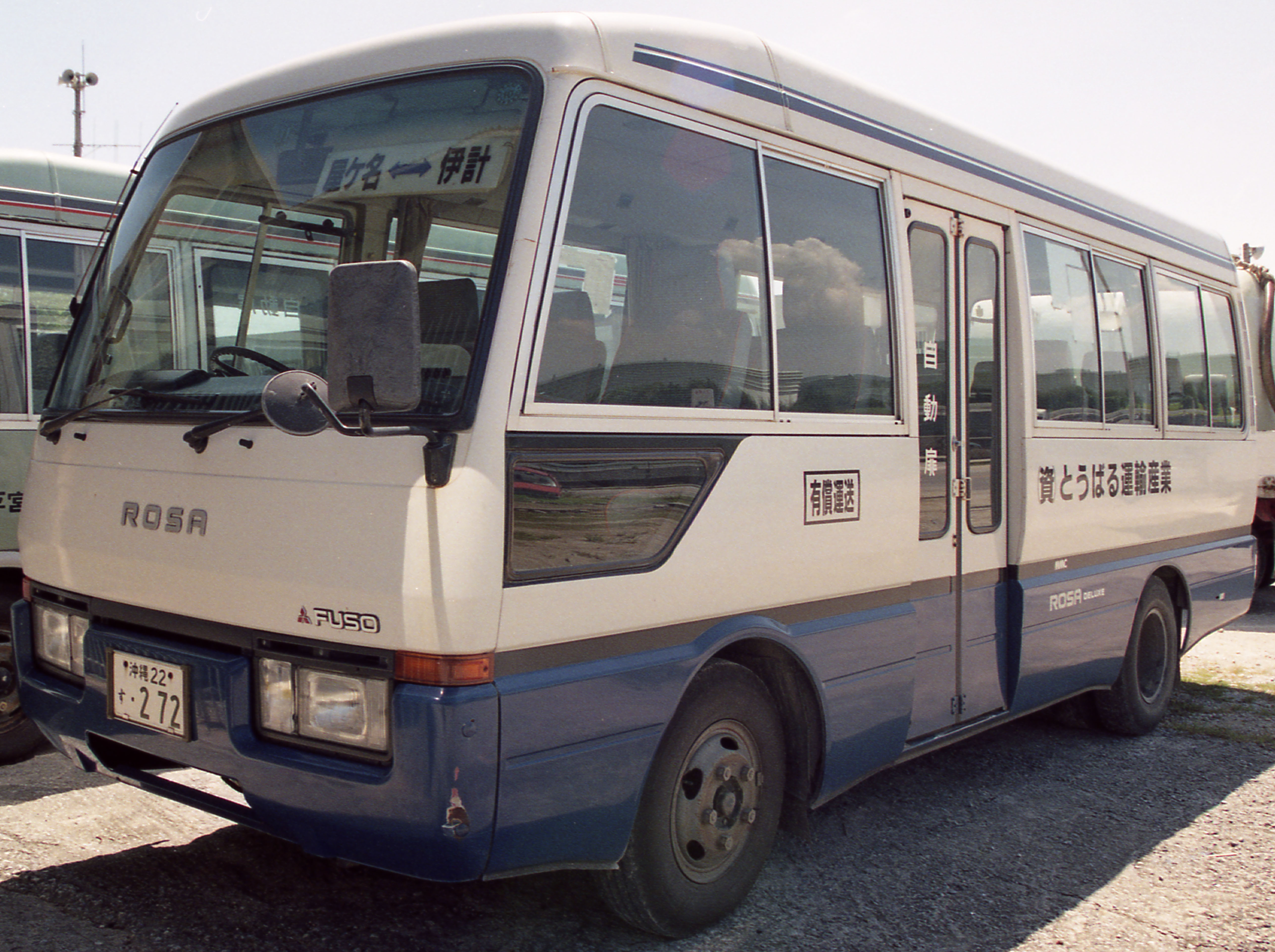
1998年当時の車両
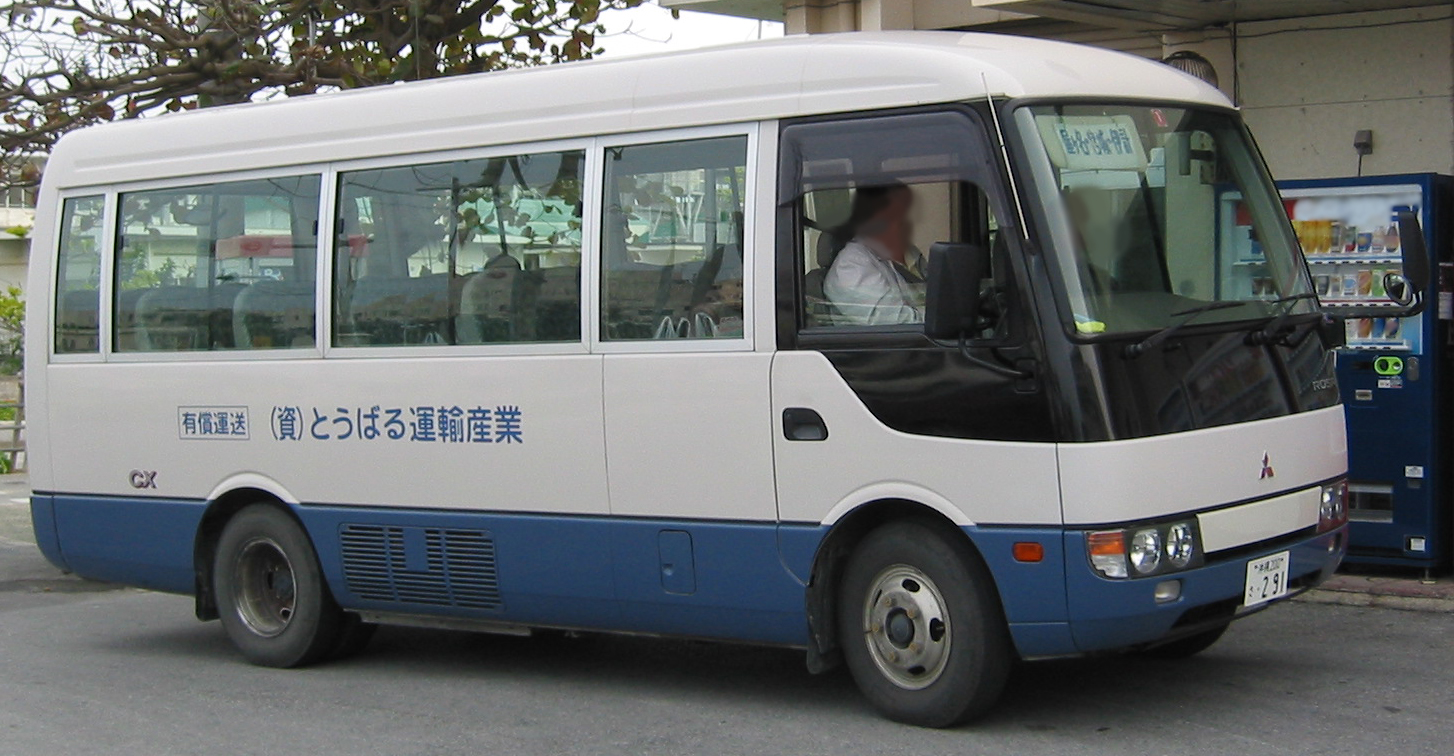
2003年当時の車両

### 勝連町浜比嘉バス

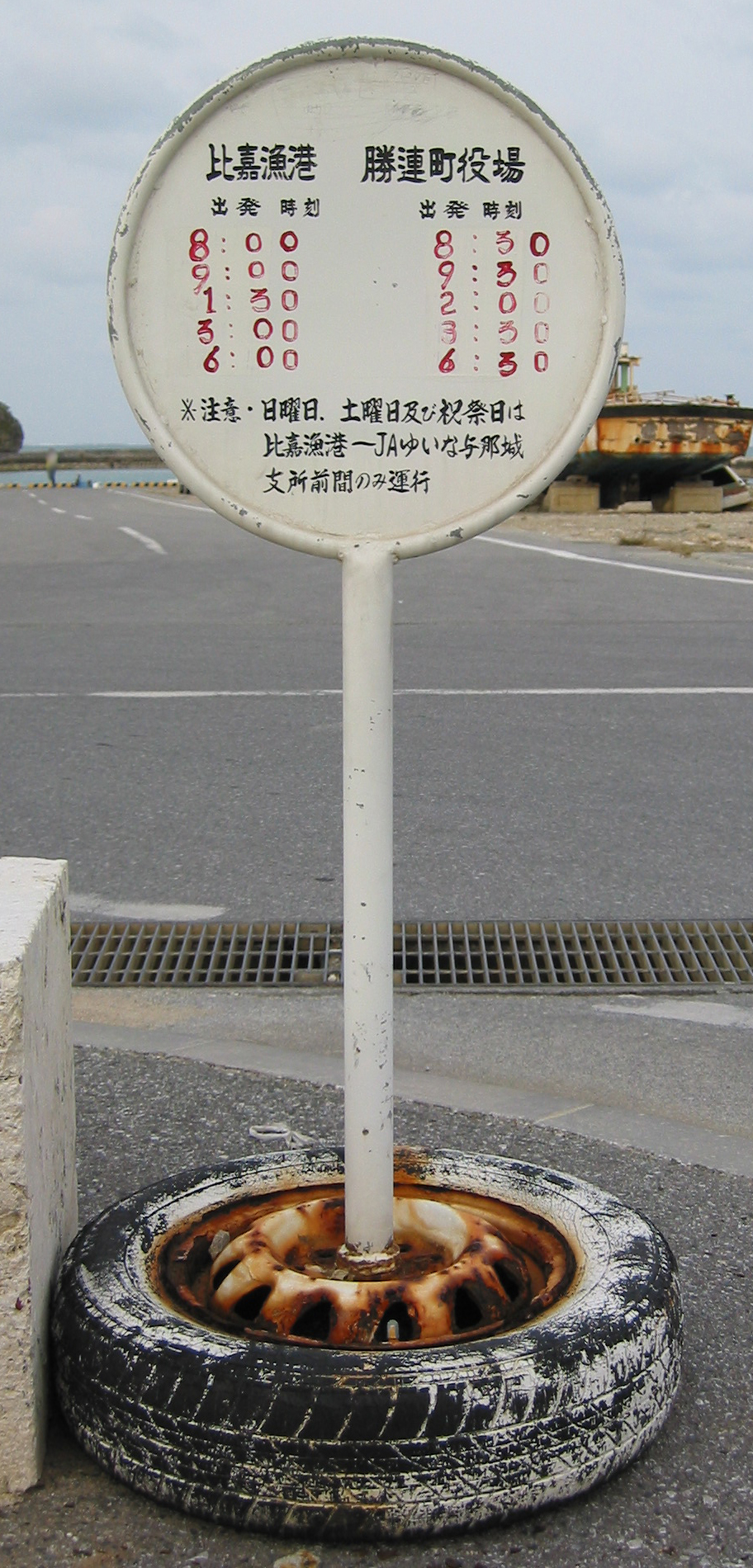
勝連町浜比嘉バスのバス停

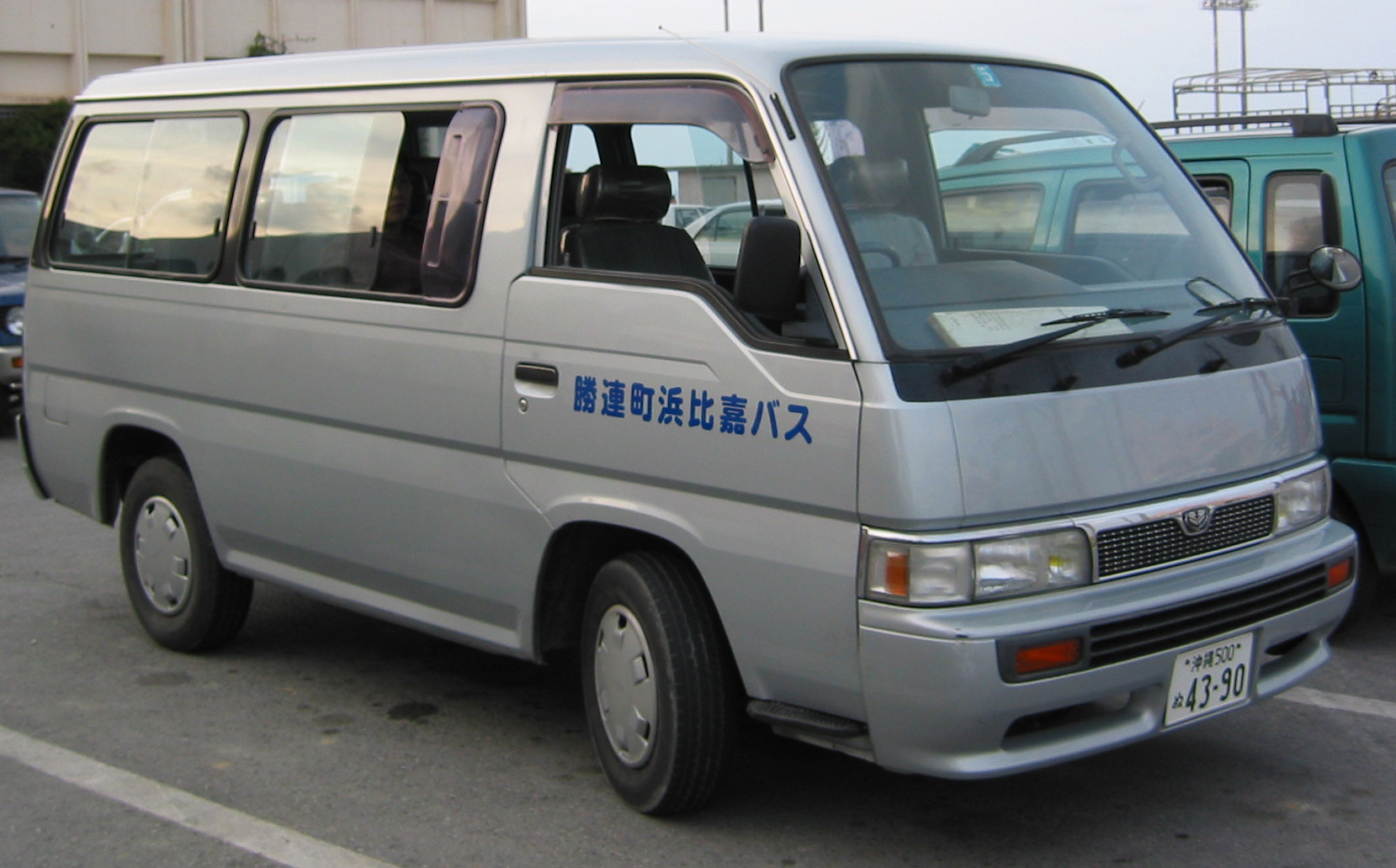
勝連町浜比嘉バスの車両

運賃は区間制であった。小人（4歳以上小学生以下）は半額。
運行経路
勝連町役場 - JAゆいな与那城支所前 - 浜漁港 - ポンプ小屋前 - 比嘉港湾 - 比嘉漁港
※全バス停掲載。土曜・日曜・祝祭日は勝連町役場 - JAゆいな与那城支所前間運休。